# Ortiz Fútbol Club

Ortiz Fútbol Club es un equipo de fútbol venezolano, establecido en la ciudad Ortiz, al noroeste del estado Guárico: Milita en la Tercera División de Venezuela.

## Historia
De orígenes muy humildes, el equipo fue fundado en 1979. Un grupo de emigrantes colombianos y lugareños se reunían de manera improvisada a practicar fútbol, tras culminar su jornada laboral diaria, en una pequeña porción de terreno de la manga de coleo de la localidad, algo que llamó la atención de los habitantes de la zona, que día a día se iban sumando a la práctica del balompié, jugando diariamente. Tras un año de conformado, ya competía a nivel regional, en torneos aficionadis.
El 20 de mayo de 2011, se conformó una institución con bases colombianas, que llevaría al cuadro orticeño a una nueva era, tras competir desde su inicio en torneos aficionados a nivel regional, a participar en los torneos organizados por la FVF, comenzando su periplo por dichas competiciones en la Segunda División B Venezolana 2011/12.

### Participación en los Torneos de la FVF
Tras ser invitado por la FVF, el cuadro orticeño compite en la Segunda División B Venezolana 2011/12, temporada que comenzó con el Apertura 2011, donde el equipo tomó parte del Grupo Central. Culminó el semestre obteniendo la séptima casilla de grupo, sumando un total de 11 puntos en 14 partidos, pasando a jugar el Torneo Nivelación 2012 de la Tercera División de Venezuela en el siguiente semestre. En el Torneo de Nivelación, el equipo logra un mejor nivel futbolístico, tras obtener la segunda posición del Grupo Central II, esto tras sumar 18 puntos producto de 5 triunfos, 3 empates y 2 derrotas, siendo el líder de grupo el CSIV Valencia FC con 21 unidades, así culminó la temporada debut del equipo orticeño en los torneos profesionales de FVF.
Para la temporada 2012-2013, toma parte en la Tercera División Venezolana 2012/13. En el Apertura 2012, el equipo forma parte del Grupo Central II junto a La Trinidad FC, Academia Los Teques, CF Bejuma y CALH. Logra posicionarse en la segunda casilla de grupo, quedando empatado a 15 puntos con La Trinidad FC, pero con mejor diferencial de goles (+11), el representativo del Municipio Ortiz logra clasificarse al Torneo de Promoción y Permanencia 2013, que se disputó en la siguiente mitad de la temporada, y donde lucharía para conseguir la promoción a la Segunda División de Venezuela. En el Torneo de Promoción y Permanencia 2013, tomó parte del Grupo Oriental, pero el rendimiento futbolístico cayó abruptamente: Tras conseguir sólo una victoria en todo el semestre ante Monagas SC B 2-0, el equipo termina siendo séptimo y último de grupo con sólo 4 unidades, permaneciendo así en la Tercera División para la temporada siguiente.
La Tercera División Venezolana 2013/14 comenzó con el Torneo Apertura 2013, donde Ortiz FC compite en el Grupo Central I con rivales como Centro Hispano de Aragua FC, Atlético Sucre CF, La Trinidad FC, entre otros. Culminó la primera mitad de la temporada con 2 victorias, 3 empates y 5 derrotas, para culminar en la quinta casilla de grupo, los clasificados al Torneo de Promoción y Permanencia 2014 fueron Atlético Sucre CF y CSIV Valencia FC. Participará en el Torneo Clausura 2014, tras la conformación de una nueva directiva. En dicho torneo, el equipo orticeño finaliza en la tercera posición del Grupo Central I, tras sumar 15 puntos en 9 partidos, siendo el líder del grupo, la Hermandad Gallega de Caracas FC.
Para la temporada 2014-2015, forma parte del Grupo Centro-Occidental.

PAGINA WEB OFICIAL
WWW.ORTIZFC.COM.VE
Diseñada por: Victor R. Polanco B

## Uniforme
Usan una camisa a rayas blanca y azul, short y medias azules. Los colores blanco y azul son por los colores superiores de la bandera del estado Guárico, ya que el pueblo de Ortiz queda al norte del estado.

## Estadio
Juega los encuentros en el José Rodríguez Sáez de la ciudad de San Juan de los Morros, ya que su sede natural: el Municipal de Ortiz no se encuentra apto para la práctica de fútbol.

## Datos del club
- Temporadas en 1.ª División: 0
- Temporadas en 2.ª División: 0
- Temporadas en 2.ª División B: 1 (2011-12)
- Temporadas en 3.ª División: 3 (2012-13, 2013-14, 2014-15)